# Boddam
Boddam är en ort i Storbritannien.   Den ligger i kommunen Aberdeenshire och riksdelen Skottland, i den norra delen av landet, 700 km norr om huvudstaden London. Boddam ligger 23 meter över havet och antalet invånare är 1 327.
Terrängen runt Boddam är platt. Havet är nära Boddam österut.  Närmaste större samhälle är Peterhead, 4,0 km norr om Boddam. 